# Wolseley Twenty-Five
La Twenty-Five è un'autovettura di lusso prodotta dalla Wolseley nel 1936 e nel 1948 in tre serie distinte.

## La prima Twenty-Five (1936-1937)
La prima Twenty-Five, nel periodo in cui fu commercializzata, è stata la vettura di punta della gamma Wolseley. Ha sostituito la 21/60.
Il modello possedeva un motore in linea a sei cilindri e valvole in testa, da 3.485 cm³ di cilindrata. Il propulsore citato aveva installato due carburatori SU. Questa serie di Twenty-Five raggiungeva una velocità massima di 127 km/h.
Il modello è stato disponibile con un solo tipo di carrozzeria, berlina quattro porte. 

## La seconda Twenty-Five (1938-1940)
Nel 1938 apparve una nuova serie del modello. Il motore era il medesimo di quello installato sulla serie precedente, ed erogava una potenza di 108 CV a 3.600 giri al minuto. Questa serie di Twenty-Five raggiungeva una velocità massima di 144 km/h.
Anche questa serie è stata disponibile con un solo tipo di carrozzeria, berlina quattro porte. Vennero offerte però due versioni che si differenziavano dal passo (2.654 mm o 2.972 mm). 

## La terza Twenty-Five (1939-1948)
Nel 1939 il modello è stato offerto anche con carrozzeria limousine quattro porte. Il motore era il medesimo di quello delle serie precedenti, ma erogava una potenza di 105 CV a 3.600 giri al minuto. Anche questa serie raggiungeva una velocità massima di 144 km/h.